# Abbo Cernuus
Abbo (Latijn: Abbo Cernuus; - ca. 925) was een benedictijns monnik van de abdij van Saint-Germain-des-Prés.
Hij heeft verscheidene geschriften nagelaten, waaronder het voornaamste een in vijf boeken vervat Latijns gedicht (De bellis Parisiacæ urbis of Bella Parisiacæ urbis) op het beleg van Parijs door de Noormannen in 886, welk beleg hij zelf had bijgewoond.

|                                        | Efficitus servus liber, liber quoque servus, Vernaque fit dominus, contra dominus quoque verna. Vinitor agricolaeque simul cum vitibus omnes Ac tellure ferunt crudeles mortis habenas. |  | De slaaf wordt vrij, en de vrije man wordt slaaf, de knecht is meester, en de meester is knecht; de wijngaardenier en de wijngaard, de landbouwer en zijn bezitting, alles wordt vernield door het zwaard van de vijand. |  |
| — De bellis Parisiacæ urbis I 183-187. | |  | |  |

Dit gedicht is voor het eerst uitgegeven in 1588 door Pierre Pithou in zijn verzameling van kroniekschrijvers. Het is vertaald opgenomen in de Franse uitgave Documents inédits relatifs à l'histoire de France van François Guizot en later in 1835 nog eens vertaald uitgegeven door Nicolas Rodolphe Taranne.

## Referentie
- art. Abbo, in S. de Bruin, Geographisch-historisch woordenboek. Deel 1: A-G, Leiden, 1869, p. 15.

- Bibsys: 95005469
- Biblioteca Nacional de España: XX1098660
- Bibliothèque nationale de France: cb12042138q (data)
- Gemeinsame Normdatei: 118646427
- International Standard Name Identifier: 0000 0001 0880 8627
- Library of Congress Control Number: n85182069
- Nationale Bibliotheek van Tsjechië: kup19980000000042
- Nationale bibliotheek van Australië: 35314707
- Nationale Bibliotheek van Israël: 987007304905005171
- Nederlandse Thesaurus van Auteursnamen: 30818436X
- Réseau des bibliothèques de Suisse occidentale: 02-A000002624
- Istituto Centrale per il Catalogo Unico: MILV045238
- LIBRIS: 174890
- Système universitaire de documentation: 028623436
- Virtual International Authority File: 25395909